# ユーリザン・ベルトラン
ユーリザン・ベルトラン（Yurizan Beltran, 1986年11月2日 – 2017年12月14日）は、アメリカ合衆国のポルノ女優。カリフォルニア州ロサンゼルス出身。